# Animale notturno
Vengono definiti animali notturni quelle specie animali che praticano le loro attività principalmente dopo il tramonto del sole. Questo tipo di animali tendono a rimanere nelle loro tane nascosti da possibili predatori, solitamente dedicandosi al riposo fino al calare del sole.
Questo tipo di abitudine deriva da un adattamento all'ambiente, proprio come le caratteristiche fisiche sviluppate da queste specie.

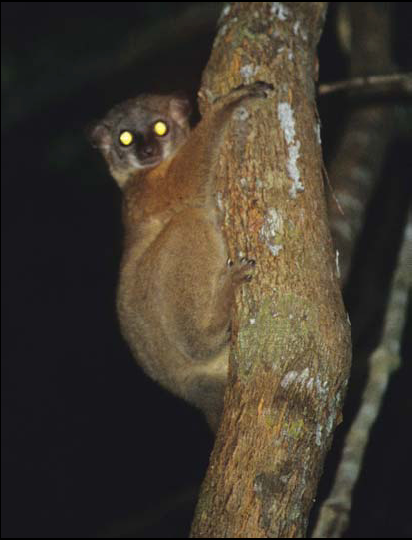
Un lemure attivo di notte

Esempio sono gli animali che vivono nel deserto che, a causa delle elevate temperature diurne, si sono adattati a vivere e cacciare durante le ore notturne, mantenendo i loro corpi più freschi e idratati.
Alcuni animali non sono specificamente notturni, ma sono spinti ad essere attivi prevalentemente di notte per via della presenza umana durante il dì. Gli adattamenti sono però in questo caso meno spinti.

## Caratteristiche

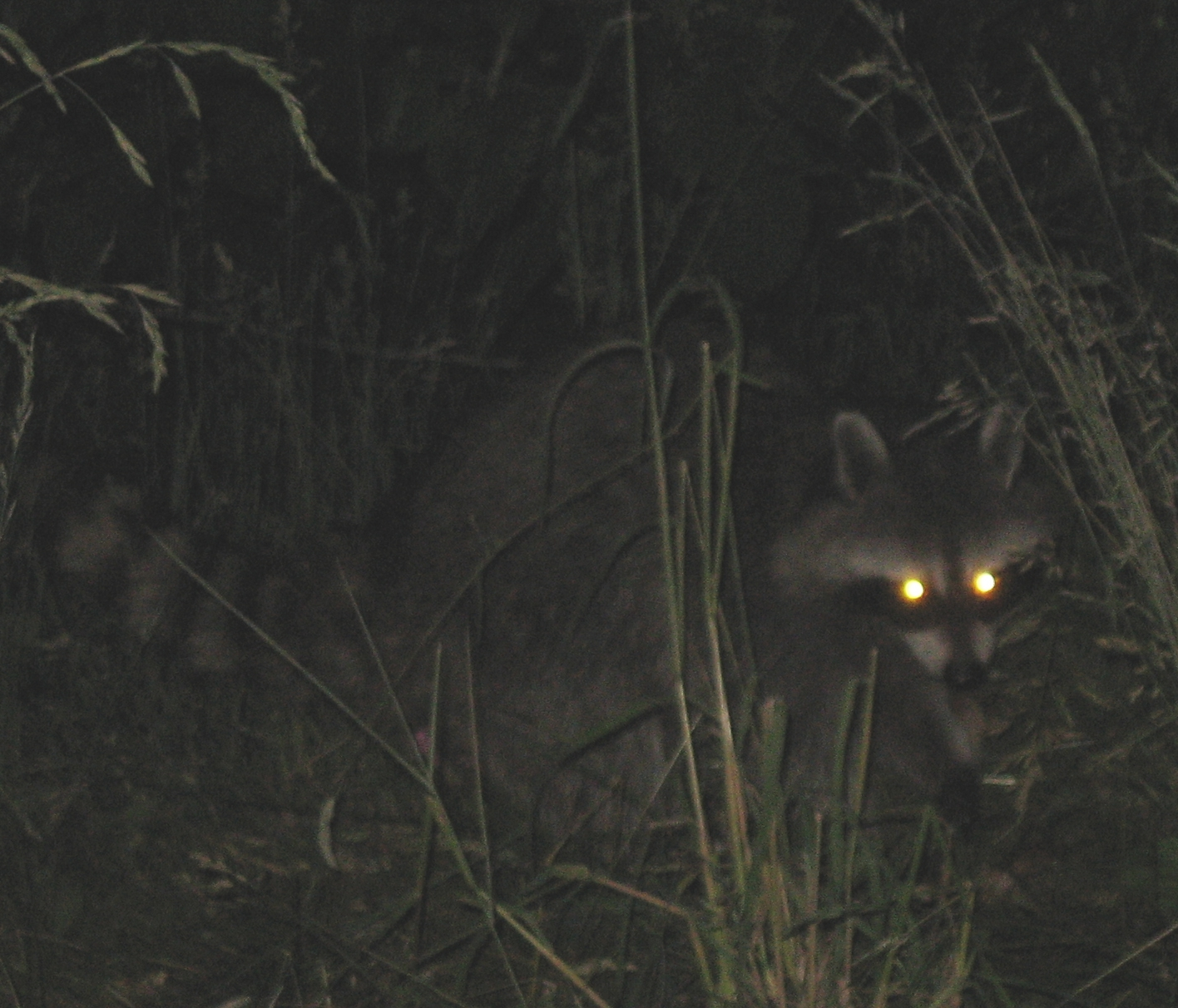
Riflesso della luce dovuto al Tapetum lucidum negli occhi di un procione

Ogni specie ha sviluppato le proprie caratteristiche, ma esistono alcune peculiarità comuni che permettono alle creature notturne di sopravvivere nell'oscurità.
Grazie agli adattamenti avvenuti nel corso dell'evoluzione, questi animali hanno sviluppato occhi capaci di vedere anche nel buio. Nella pupilla degli animali notturni è infatti presente il tapetum lucidum, che agisce come riflettore di luce ed è in grado di captare e sfruttare ancora meglio i deboli raggi di luce presenti nella notte. La presenza di questa sostanza è il motivo per il quale gli occhi degli animali brillino se illuminati di notte.
Altre caratteristiche specializzate in queste specie sono l'olfatto e l'udito, che risultano molto sviluppati, consentendo loro di muoversi agevolmente in un ambiente oscuro. Ogni specie ha sviluppato meccanismi propri che le permettono di compiere il proprio ciclo vitale durante le ore con poca luce, mentre si nascondono dai predatori durante il giorno.

## Le specie più diffuse

### Mammiferi

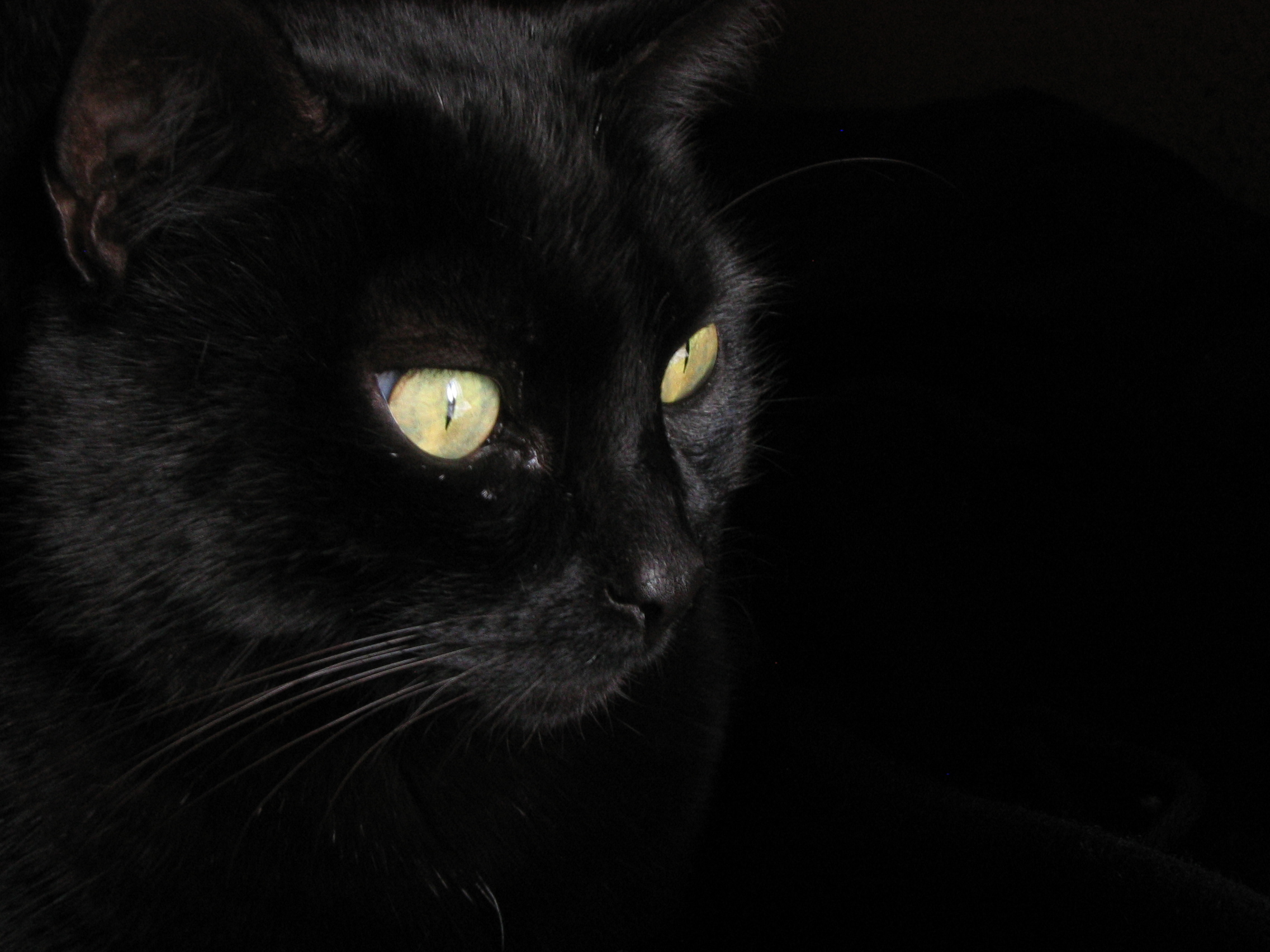
Il gatto, animale attivo nelle prime ore serali e alle prime luci dell'alba.

Tra i mammiferi, tipici animali notturni con vari gradi di specializzazione, sono:
- il gatto, che ha uno specifico adattamento della vista, ma può essere attivo anche di giorno;
- i pipistrelli, che hanno uno specifico adattamento sensoriale per l'attività notturna, e sono soliti dormire di giorno nelle grotte e nelle crepe delle montagne, spazi che permettono di rimanere al riparo dalla luce;
- il Daubentonia madagascariensis, che, con grandi occhi e grandi orecchie, passa il giorno riposando nei nidi, per poi uscire fra i 30 minuti prima del tramonto e le tre ore dopo di esso;
- i lemuri, che preferiscono cibarsi durante la notte e nascondersi dai predatori di giorno; presentano grandi occhi brillanti che permettono loro di ambientarsi bene nell'oscurità e cacciare le loro vittime rapidamente e silenziosamente;
- il ghiro, che di notte riprende la sua attività andando alla ricerca di cibo.

Molti carnivori, come la volpe, l'orso, grazie al loro olfatto sviluppato e alla loro vista mediocre, sono attivi prevalentemente di notte, benché non siano specificamente adattati alla vita notturna. Una considerazione simile vale per i topi, i toporagni, il riccio, l'ippopotamo, ecc.

### Uccelli
La maggior parte degli uccelli è attiva di giorno, ma non mancano uccelli notturni.
Tra questi, il gufo, che possiede bulbi oculari tubolari e piume che consentono di planare in modalità silenziosa. Altri rapaci, come il barbagianni, hanno un'elevata specializzazione per la vita notturna (soprattutto per quanto riguarda vista e udito).

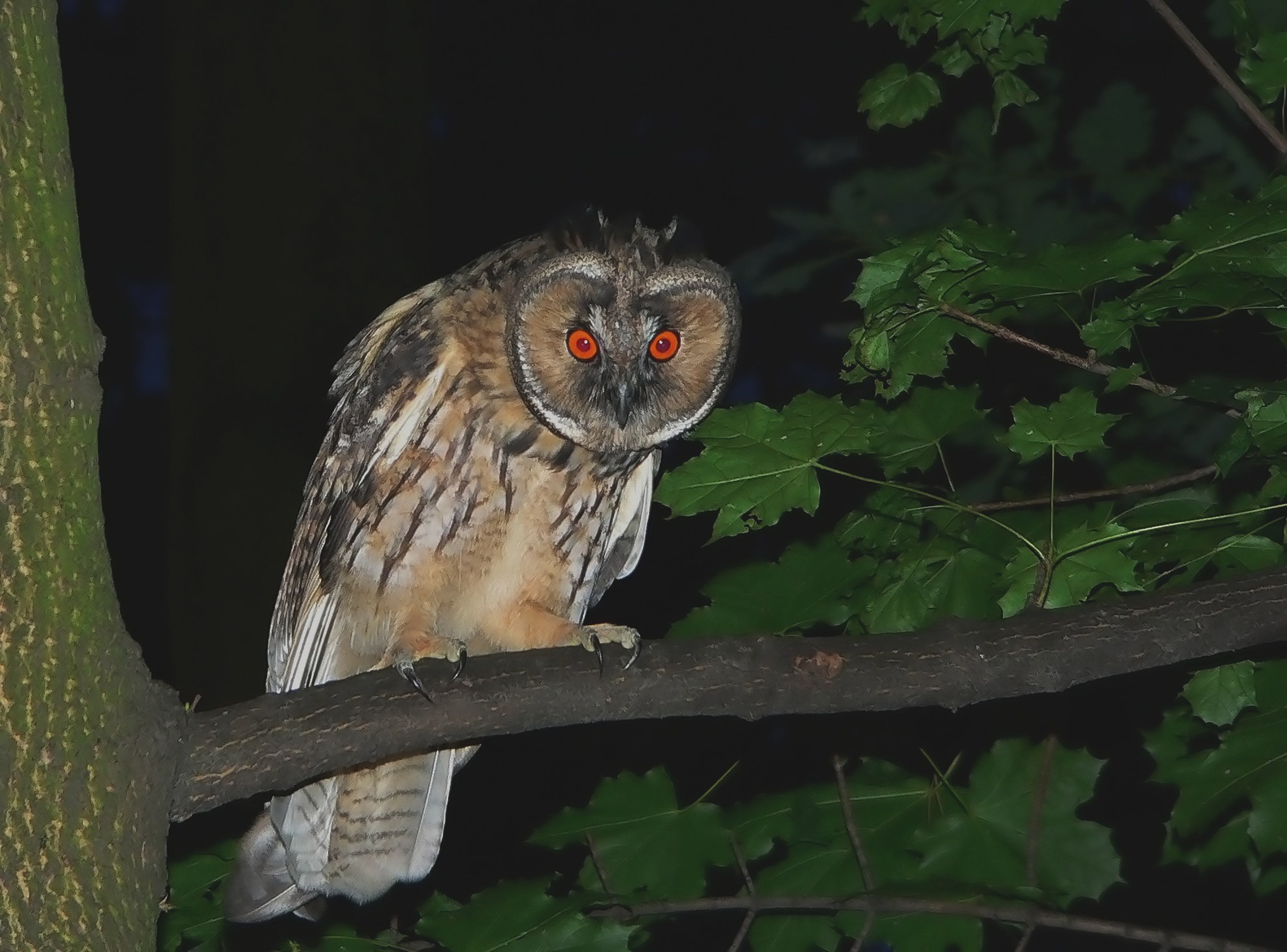
Il gufo, tipica specie di rapace notturno

I Caprimulgidi o succiacapre, sono abilissimi e  divorano  gli insetti volanti.
Tra gli uccelli notturni con adattamenti meno evidenti ricordiamo l'usignolo.

### Rettili
I rettili, in quanto animali a sangue freddo, trovano beneficio dal calore del sole.
Esistono tuttavia alcuni rettili notturni, ad esempio la maggior parte delle specie di gechi, o per esempio il boa, che non ha abitudini completamente notturne, ma caccia le sue prede solo una volta calata la notte, ed è capace di avvicinarsi alle sue vittime silenziosamente predandole con un movimento rapido.

### Insetti
Numerosi insetti presentano adattamenti per l'attività notturna, ad esempio la zanzara, la falena e la lucciola, che si nasconde nella sua tana di giorno ed esce durante la notte.

## L'essere umano
Sebbene l'Homo sapiens non sia considerato prettamente una specie notturna, possiede una pupilla che si adatta in base all'intensità luminosa ambientale, grazie ad un sistema di muscoli che dipendono dal sistema neurovegetativo: in presenza di un ambiente buio, il muscolo la dilata (midriasi) per ricevere maggior quantità di luce. Se nell'occhio umano questo movimento è visibile, negli animali notturni e nei predatori è particolarmente accentuato.

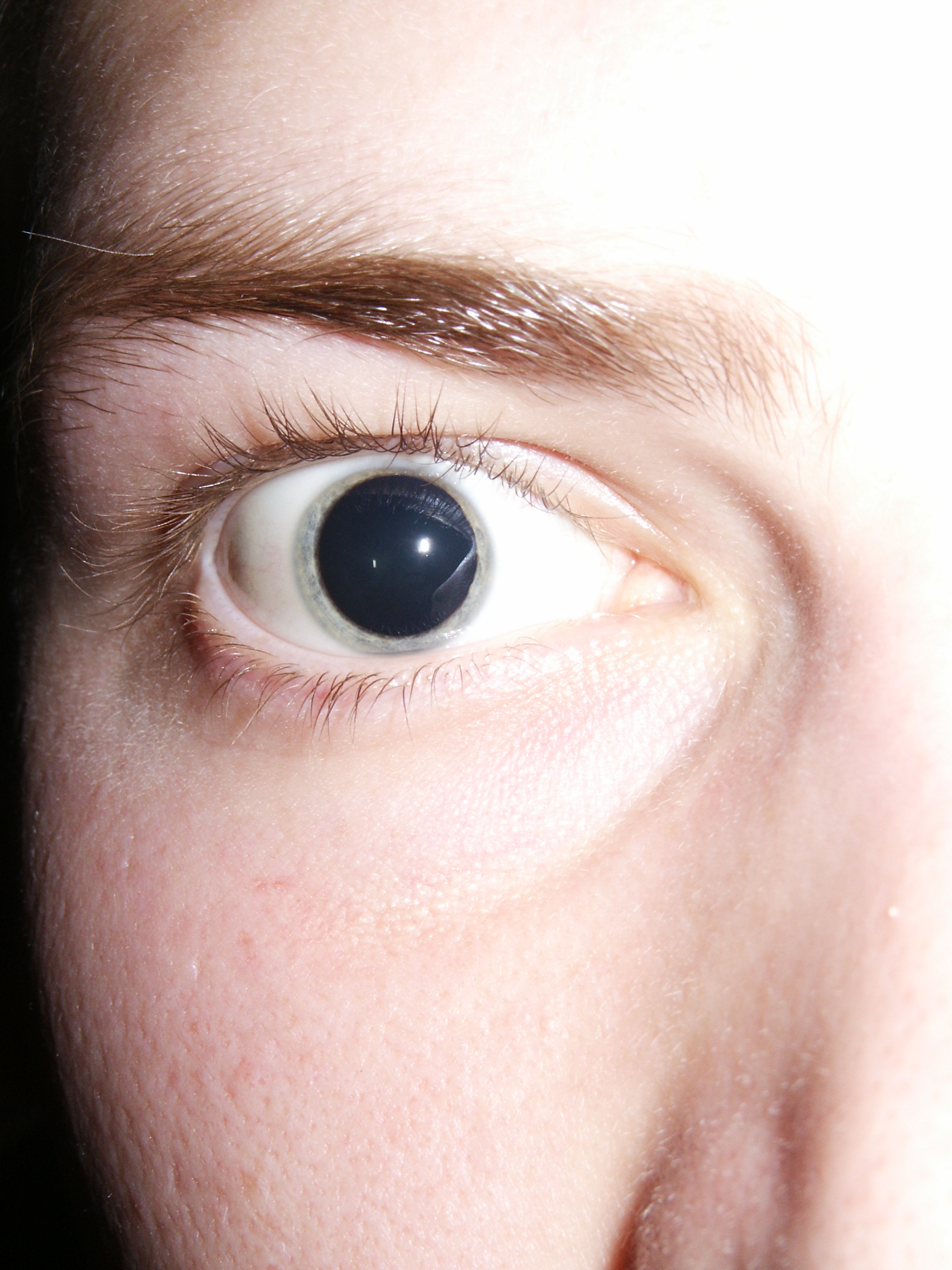
Pupilla in condizione midriatica

In Giamaica dei pescatori si sono accorti che riuscivano a vedere meglio di notte se avevano ingerito una tintura cruda di Cannabis. Lo stesso è accaduto con i pescatori e i montanari che si trovavano a lavorare di notte in Marocco. Studiando questi casi, i ricercatori si sono resi conto che la visione notturna migliorava in caso di assunzione di THC.